# ملحاء عصوية نوريكمية
ملحاء عصوية نوريكمية (الاسم العلمي:Halobacterium noricense) هي نوع من العتائق تتبع جنس الملحاء العصوية من فصيلة الملحائية العصوية.